# Szent Cirill és Metód Egyetem
A Szent Cirill és Metód Egyetem (szlovákul: Univerzita sv. Cyrila a Metoda v Trnave, latinul: Universitas Sanctorum Cyrilli et Methodii Tyrnaviae) nagyszombati központú nyilvános egyetem Szlovákiában. 1997. június 27-én alapították, Szent Cirill és Metód hittérítők nevét viseli. Az egyetem rektora 2018-tól Roman Boča.

## Karok
- Bölcsészettudományi Kar (Filozofická fakulta)
- Tömegkommunikációs Kar (Fakulta masmediálnej komunikácie)
- Természettudományi Kar (Fakulta prírodných vied)
- Társadalomtudományi Kar (Fakulta sociálnych vied)
- Egészségtudományi Kar (Fakulta zdravotníckych vied)

## Híres hallgatók
- Milan Krajniak – politikus
- Alexandra Pavelková – író

## Híres oktatók
- Ľuboš Blaha – politológus, filozófus, politikus
- Martin Klus – politológus, politikus
- Ján Podolák – etnográfus, az egyetem volt rektora
- Pavol Tišliar – demográfus